# Paray János
Paray János (Pest, 1812. – Kaposvár, 1878. március 28.) orvosdoktor, megyei főorvos. 

## Élete
Előbb segéd volt a pestvárosi kórháznál, azután gyakorló orvos szintén Pesten. 1859-ben Bordog község egyéves járandóságot fizetett ki számára, ekkor Paray Sárd községben működött mint orvos. 1868-tól haláláig Somogy vármegye főorvosa volt. 1870-ben rövid ideig a kaposvári kórházat is igazgatta. Elhunyt élete 65., házassága 28. évében, 1878. március 31-én temették. Felesége Gerich Vilma volt.

## Munkája
- Evacuationes sanguinis topicae. Specimen inaugurale. Budae, 1839.